# Alma (arquitectura)

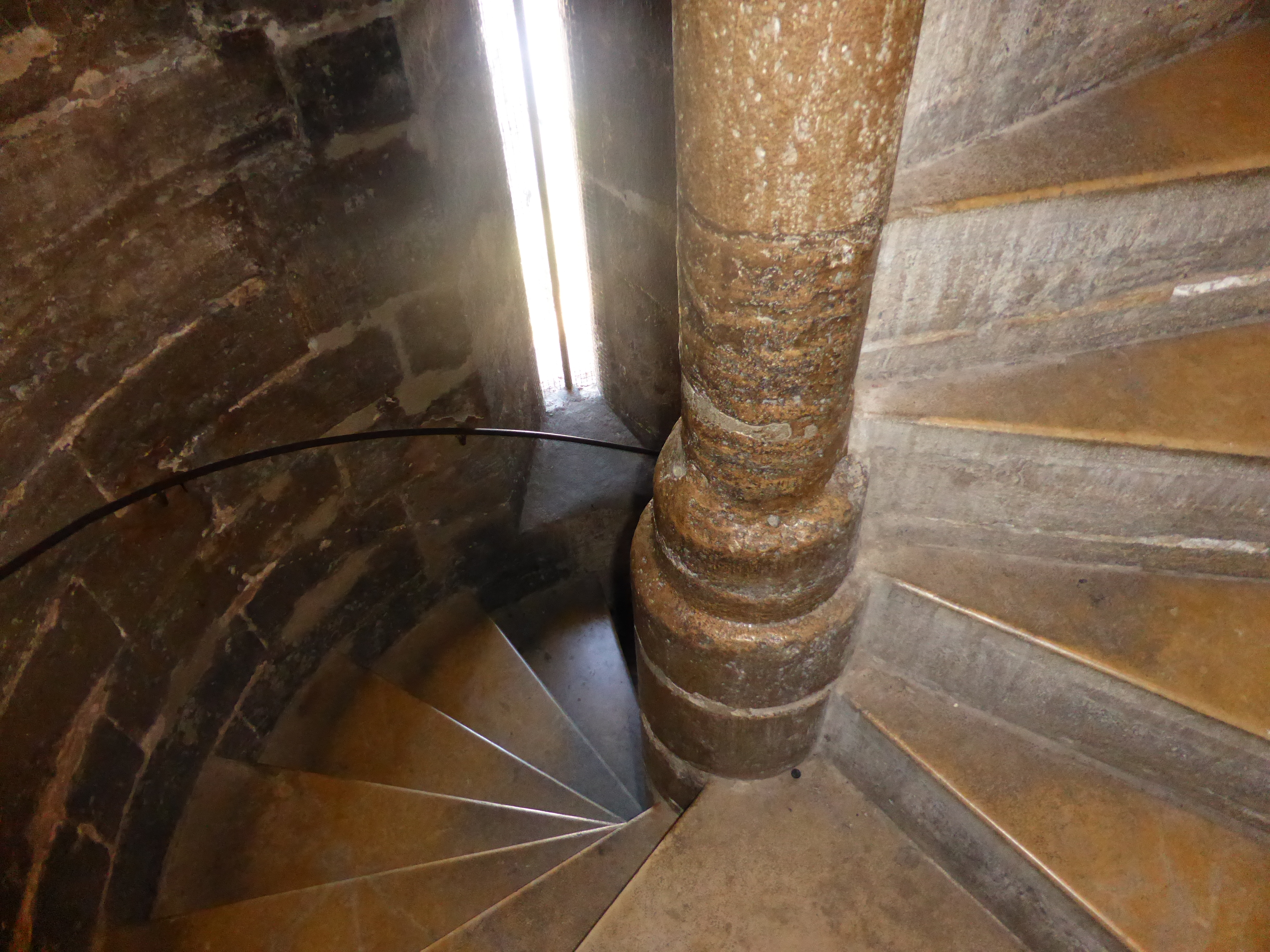
Alma de la escalera de la torre de Miguelete de la catedral de Valencia (España).

El alma, del latín anima, puede tener en arquitectura diferentes significados:
- La viga de madera que da soporte a las tablas de un andamio.
- El muro donde se hincan los escalones de una escalera.
- El eje central de una escalera de caracol.